# 刺芋属
刺芋属（学名：Lasia）是天南星科下的一个属，为湿生草本植物。该属共有2种，分布于亚洲热带地区。
属名Lasia：源于希腊语lasios，意为“多毛的”，指植物体具刺。

## 下属物种
本属包括以下物种：
- Lasia concinna Alderw.
- 刺芋 Lasia spinosa (L.) Thwaites
- Lasia stipulata hort. ex N.E.Br.